# Tonantzin

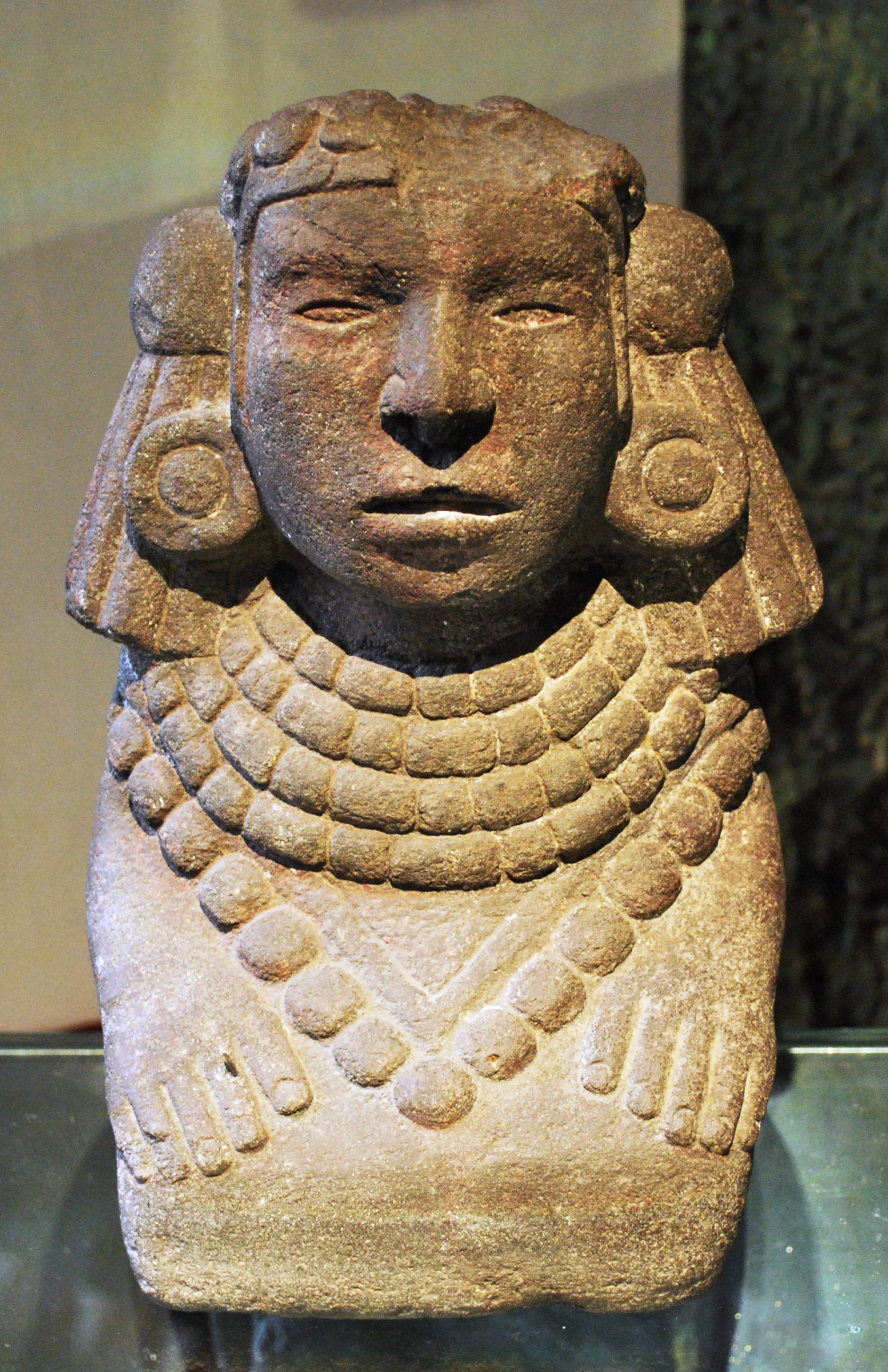
Statue anthropomorphe de Tonatzin (Churubusco, Museo Nacional de las Intervenciones)

Tonantzin, dans la mythologie aztèque, est la représentation d'une déesse mère, comme Tlaltecuhtli, elle est souvent représentée sous la forme d'un crapaud avalant un couteau sacrificiel en pierre.
D'autres titres et attributs semblent lui être liés : "déesse de la nourriture", "Grand-mère vénérée", "Serpent", en tant que déesse aztèque de la Terre. Elle apporta aussi le maïs ("Mère du maïs"). Elle est aussi appelée Chicomexochitl ou Chalchiuhcihuatl, ce qui veut dire "Sept Fleurs" ou "Femme à la Pierre précieuse", et invoquée lors de la fête de Xochilhuitl.
Pour Jacques Lafaye, Jacques Soustelle ainsi que d'autres chercheurs, il existe une superposition de rites de culte et d'iconographie de différentes déesses dans lesquelles on peut également situer Tonantzin. Parfois, Tonantzin est identifiée comme la mère de Quetzalcóatl, et d'autres fois comme son épouse. et une partie de sa dualité, notamment sous sa forme Cihuacóatl,.
Dans le Mexique moderne, la basilique de Guadalupe est construite à l'emplacement de l'ancienne pyramide de Tonantzin. Des anthropologues pensent que "Notre-Dame de Guadalupe" est une christianisation de Tonantzin.
Bien que l’apparition de la Vierge de Guadalupe soit l’histoire la plus populaire reliant la Vierge Marie à un indigène, d’autres phénomènes similaires se sont produits au Mexique. Au XVIIIe siècle, un groupe d'indigènes du Chiapas déclaraient avoir vu la Vierge qui leur parlait dans leur propre langue. Cependant, le culte s'est transformé en un mouvement indigène armé, pour lequel il a été détruit par l'Église.
Pour comprendre l'émergence et le succès du culte de Guadalupe, il faut se rendre à la source la plus ancienne de l'histoire : le Nican Mopohua. Le Nican Mopohua qui signifie « ici, cela est dit » est le texte en nahuatl qui raconte les apparitions mariales sur la colline de Tepeyac. La basilique de Guadalupe de Mexico, construite au XVIIe siècle, construite en l'honneur de la Sainte Vierge et peut-être l'édifice religieux le plus important du Mexique, a été construite au pied de la colline de Tepeyac. Le texte a été écrit par Antonio Valeriano, qui, selon la légende, a entendu l'histoire de la voix vivante de Juan Diego.
En art et en littérature, Tonantzin est l'héroïne tragique de la bande dessinée Palomar de Gilbert Hernandez, qui gagne sa vie en vendant des limaces grillées (babosas) dans son village d'Amérique centrale. Elle est explicitement nommée d'après la déesse.